# Communauté de communes du Pays du Châtaignier
La communauté de communes du Pays du Châtaignier est une ancienne communauté de communes française, située dans le département de la Dordogne, en région Aquitaine.
Elle fait partie du Pays du Périgord noir.

## Historique
La communauté de communes du Pays du Châtaignier a été créée le 4 décembre 1999 avec dix communes pour une prise d'effet au 1er janvier 2000.
Sainte-Foy-de-Belvès s'en est séparée le 31 décembre 2001 pour adhérer à la communauté de communes Entre Nauze et Bessède.
Par arrêté no 2013149-0007 du 29 mai 2013, la fusion entre la communauté de communes du Canton de Domme et la communauté de communes du Pays du Châtaignier prend effet le 1er janvier 2014. La nouvelle entité porte le nom de communauté de communes de Domme-Villefranche  du Périgord.

## Composition
Elle regroupait les neuf communes du canton de Villefranche-du-Périgord :
1. Besse
2. Campagnac-lès-Quercy
3. Lavaur
4. Loubejac
5. Mazeyrolles
6. Orliac
7. Prats-du-Périgord
8. Saint-Cernin-de-l'Herm
9. Villefranche-du-Périgord

## Administration
| Période                                  | Période        | Identité          | Étiquette | Qualité                                              |
| ---------------------------------------- | -------------- | ----------------- | --------- | ---------------------------------------------------- |
| janvier 2000                             | avril 2001     | Jean Martegoutte  |           | Maire de Villefranche-du-Périgord                    |
| avril 2001                               | août 2006      | Daniel Conchou    |           | Adjoint au maire de Saint-Cernin-de-l'Herm           |
| août 2006                                | septembre 2006 | François Mignon   | PS        | Président par intérim Maire d'Orliac                 |
| septembre 2006                           | janvier 2010   | Vincent Deltreuil | UMP       | Maire de Villefranche-du-Périgord Conseiller général |
| janvier 2010                             | décembre 2013  | Daniel Maury      | PS        | Maire de Campagnac-lès-Quercy                        |
| Les données manquantes sont à compléter. |                |                   |           |                                                      |

## Compétences
- Action sociale
- Assainissement collectif
- Collecte des déchets des ménages et déchets assimilés
- Développement économique
- Équipements ou établissements culturels, socioculturels, socioéducatifs ou sportifs
- Plans locaux d'urbanisme
- Préfiguration et fonctionnement des Pays
- Programme local de l'habitat
- Schéma de secteur
- Tourisme
- Voirie
- Zones d'activités industrielle, commerciale, tertiaire, artisanale ou touristique
- Zones d'aménagement concerté (ZAC)

### Sources
- Le SPLAF (Site sur la Population et les Limites Administratives de la France)
- La base ASPIC de la Dordogne - (Accès des Services Publics aux Informations sur les Collectivités)